# Dumbrăveni (Constanța megye)
Dumbrăveni község Constanța megyében, Dobrudzsában, Romániában. A hozzá tartozó település Furnica.

## Fekvése
A település az ország délkeleti részén található, Konstancától hetvenegy kilométerre délnyugatra, a legközelebbi várostól, Negru Vodătól harminckét kilométerre, északnyugatra.

## Története
Régi török neve Hayranköy, románul Hairanchioi.

## Lakossága
A nemzetiségi megoszlás a következő:
| 2002     | 2002 | 2002   |
| -------- | ---- | ------ |
| Románok  | 613  | 99,83% |
| Tatárok  | 1    | 0,16%  |
| Összesen | 614  | 100,0% |